# مايك زيمر
مايك زيمر (بالإنجليزية: Mike Zimmer)‏ هو لاعب كرة قدم أمريكية أمريكي، ولد في 5 يونيو 1956 في بيوريا في الولايات المتحدة.